# ويليام ر. بيكر
ويليام ر. بيكر (بالإنجليزية: William R. Baker)‏ هو سياسي أمريكي، ولد في 21 مايو 1820 ببلادوينسفيل في الولايات المتحدة، وتوفي في 1890. حزبياً، نشط في الحزب الديمقراطي. وقد انتخب عضو مجلس ولاية تكساس.